# 萨尔弗 (路易斯安那州)
萨尔弗（英語：Sulphur, Louisiana）為美国路易斯安那州卡尔克苏堂區一城市。2000年美国人口普查为22,512人口。该市是莱克查尔斯大都会区的一部分。